# Helmut Jäschke
Helmut Jäschke (* 18. April 1950 in Bad Freienwalde) ist ein deutscher Fußballtrainer, der kurzzeitig beim BFC Dynamo unter Vertrag stand.

## Werdegang
Helmut Jäschke absolvierte den Großteil seiner Spielerlaufbahn bei der zweitklassigen SG Dynamo Fürstenwalde. Ab 1981 fungierte er dann als Trainer des DDR-Ligisten. Erfolgreichste Spielzeit war die 1983 hinter Stahl Brandenburg errungene Vizemeisterschaft.
1986 wechselte Jäschke innerhalb der Liga zur zweiten Vertretung des BFC Dynamo, mit der er bis 1989 durchweg vordere Mittelfeldplätze erreichen konnte. Zur Spielzeit 1989/90 wurde der Diplomsportlehrer Jäschke für Jürgen Bogs zum Cheftrainer befördert, der nach zehn Meisterschaften in der Vorsaison nur die Vizemeisterschaft erreicht hatte. Jäschkes Trainerzeit beim BFC war durch die Wendezeit durchweg als schwierig zu bezeichnen, in einem Spiegel-Artikel monierte er Überall richtigen Haß.
Auf sportlicher Ebene begann die Saison mit dem Gewinn des DFV-Supercups vorerst positiv. Mit dem vorzeitigen Aus im Europapokal der Pokalsieger gegen die AS Monaco, der Viertelfinal-Niederlage im FDGB-Pokal gegen Vorwärts Frankfurt sowie dem vierten Rang in der Oberliga stand Jäschke bereits nach der Hinrunde massiv in der Kritik. Nach internen Streitereien, bedingt durch nicht abgesprochene Transferverhandlungen von Rainer Ernst und Andreas Thom sowie den umstrittenen Torhüterwechsel von Bodo Rudwaleit zu Oskar Kosche, wurde Jäschke bereits in der Winterpause wieder entlassen und durch Peter Rohde ersetzt. Im anschließenden Interview mit der Jungen Welt stellte Jäschke die zunehmenden Auflösungserscheinungen beim DDR-Rekordmeister noch einmal dar:

„Bei Thoms Wechsel wurde ich vor vollendete Tatsachen gestellt, wobei mich verwunderte, daß die letzte Absprache in dieser Sache zwischen Spieler und DFV bzw. BFC nach dem verlorenen Pokalspiel in Frankfurt hinterm Mannschaftsbus erfolgte. In der Sache Ernst hatte ich auch keine Ahnung. Insofern war ich für Rainer auch die falsche Beschwerde-Adresse, als sein Wechsel nach Dortmund platzte.“

In der Folgezeit war Jäschke nicht mehr im höherklassigen Fußball als Trainer aktiv.